# Traité de Vernon
Tolède (1368) Loudun (1372)
Le traité de Vernon est signé le 29 mars 1371 par Charles V de France et Charles II de Navarre.

## Présentation
Ce traité consiste à confirmer celui de Pampelune (3 mars 1365). Toutefois, grâce à ce traité, Charles II le Mauvais, pour la première fois, prête hommage à son beau-frère le roi de France pour ses possessions normandes. En outre, Charles II de Navarre bénéficie de la pleine possession de la baronnie de Montpellier mais toutefois le roi de France conserve le droit de souveraineté sur cette possession du roi de Navarre.